# 旧三貂嶺トンネル
旧三貂嶺トンネル（きゅうさんちょうれいトンネル、舊三貂嶺隧道）は台湾新北市瑞芳区と双渓区境界三貂嶺地区の加里山山脈を貫く全長1,852メートルの鉄道トンネル。日本統治時代の1922年に開通し、1985年に三貂嶺トンネルが供用されるまで使用された。北側に約数十メートル離れた全長110メートルの旧三瓜子トンネル（さんかしトンネル、サンクァーズー トンネル）と一括して取り扱われることが多く、本項では両トンネルについて述べる。
宜蘭線の瑞芳駅から双渓駅までの区間は開通当初はこのトンネルを含めて9本のトンネルがあり、「一錢鑽九孔」という台湾語での俗諺の元となったほか、4ヶ所は自転車道として再生されている。本トンネルも鉄道トンネルとしての役目を終えると新北市政府により文化資産に登録され、自転車道「旧三貂嶺トンネル自転車道（舊三貂嶺隧道自行車道）」としてそれらの既存自転車道と一体化した「青春山海線」に転換される。

## 沿革

### 日本統治時代

#### 着工
宜蘭線は1917年に八堵と蘇澳の南北両端から中間点に向けて工事が開始された。1918年8月、北側区間は猴硐まで進展し、そこから南方の三貂嶺および牡丹までは基隆河と三貂嶺山を越えることになり、台湾総督府鉄道部工務課瑞芳事務所によって1919年夏までに着工した。施工はトンネル北側の第三基隆河橋および三瓜子トンネルと合わせて「日本土木株式會社」（大倉組の前身、大成建設の前々身）が担当した。
三貂嶺駅と武丹坑駅間に位置するこのトンネルは1919年9月および12月に南北両端から掘削され、両入口には尪仔崙詰所および三爪仔詰所が設置された。
旧草嶺トンネルにも従事した吉次茂七郎が駐在している。

#### 掘削
このトンネルは台湾で最も早く電気削岩機が導入された鉄道トンネルであり、瑞芳に設置された変電所から約8kmにおよぶ送電線も敷設された。
削岩機は米国インガソール・ランド社（トレイン・テクノロジーの前身）で
新第三紀堆積岩、すなわち砂岩と頁岩が交錯するため出水量は多かったものの機械掘りに適していた。一部では人力による掘削だった。1920年6月7日午前2時に土砂崩れが発生し、作業員20名が取り残されたが、幸いにも当日午前中に全員が救助されたため人的被害はなかった。

#### 開通まで
トンネル工事は降水量の多い状況下で行われ、地質も複雑かつ軟弱だったが順調に進展した。1921年1月14日に先進導坑が貫通し、2月には北側の短い三瓜子トンネルが先に完成した。翌1922年1月13日午前10時30分に本トンネルが貫通し、その数日後、工事を請け負った日本土木社台北出張所は総督府鉄道部長新元鹿之助らに三爪子での貫通式典参列を要請し、現場では瑞芳建設事務所所長の海野斐雄により参観者の引率と工事概要の報告が行われた。8月には2年10ヶ月におよぶ工事が竣工した。同年9月21日、二つのトンネルと第三基隆河鉄橋を含む三貂嶺と武丹坑間が開通した。総工費は当時の金額で136万円を費やした。

### 戦後

#### 列車事故
1970年11月8日下午2時16分、第607次貨物列車の炭水車前方車輪が脱線した。2時間不通となったが死傷者はいなかった。

#### 廃止
トンネル開通後、1979年の北廻線開通までの約60年間にわたり東部幹線の交通を担ってきたが、北廻線開通後は宜蘭線も重要幹線として輸送需要増大が見込まれたため、北廻線開通前に全線複線化事業が推進された。
台鉄が提出した宜蘭線複線化計画（zh:宜蘭線鐵路擴建工程）は1979年に台湾省政府を経て行政院で承認され、既存複線区間を除く単線区間の全複線化が実施された。複線化計画では将来の電化も見越して建築限界を大きくしたため、このトンネルは断面天井高が基準に達せず、南側に新しい複線トンネル「新三貂嶺トンネル」を建設することになった。1980年7月に複線化事業が正式に着工され、1985年6月21日に新トンネルを含む新ルートが完成すると、同時に本トンネルは役割を終えて閉鎖された。

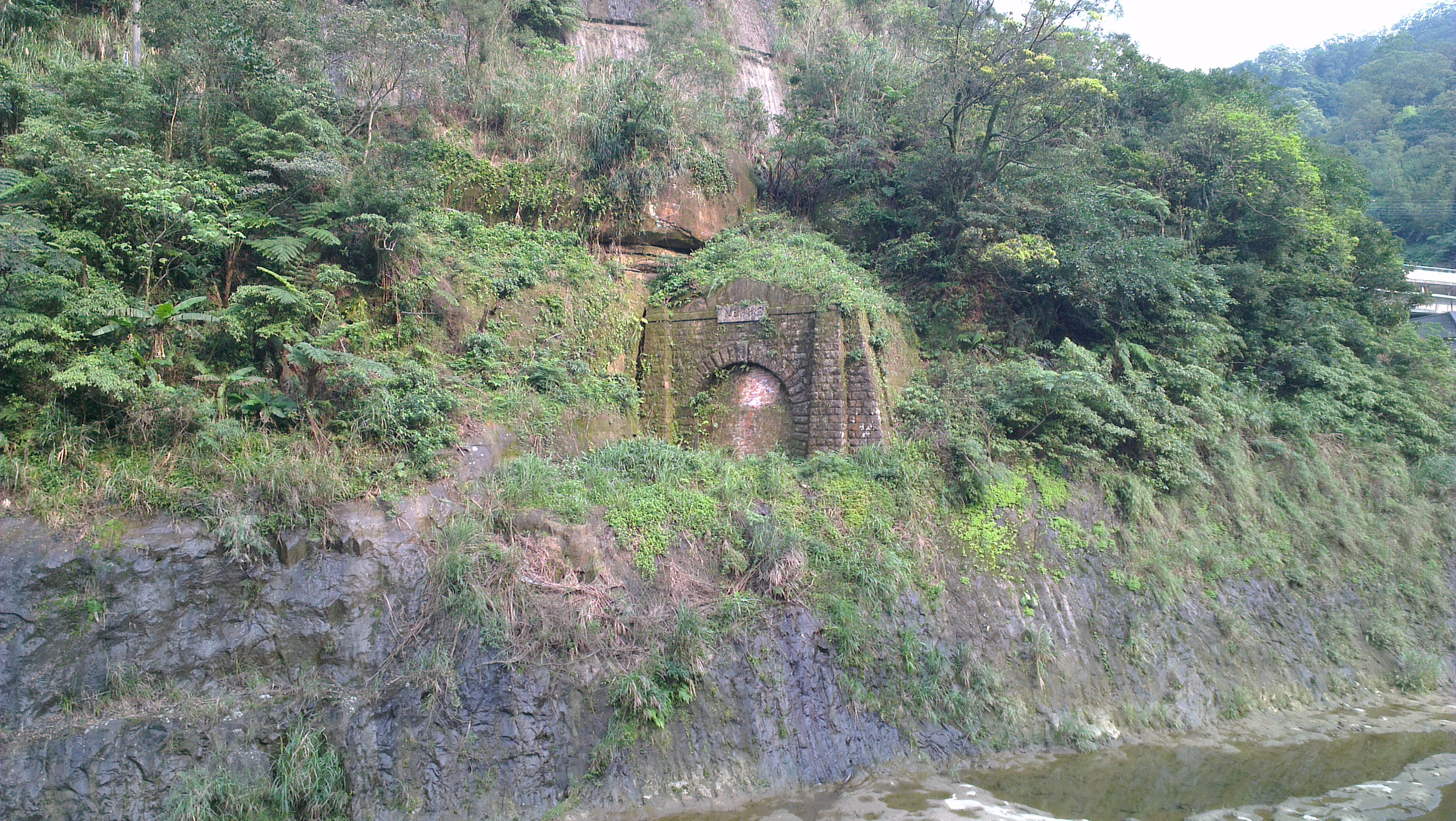
出口が旧三貂嶺トンネル入口へ続いている「三瓜子（三爪子）トンネル」（廃止後）
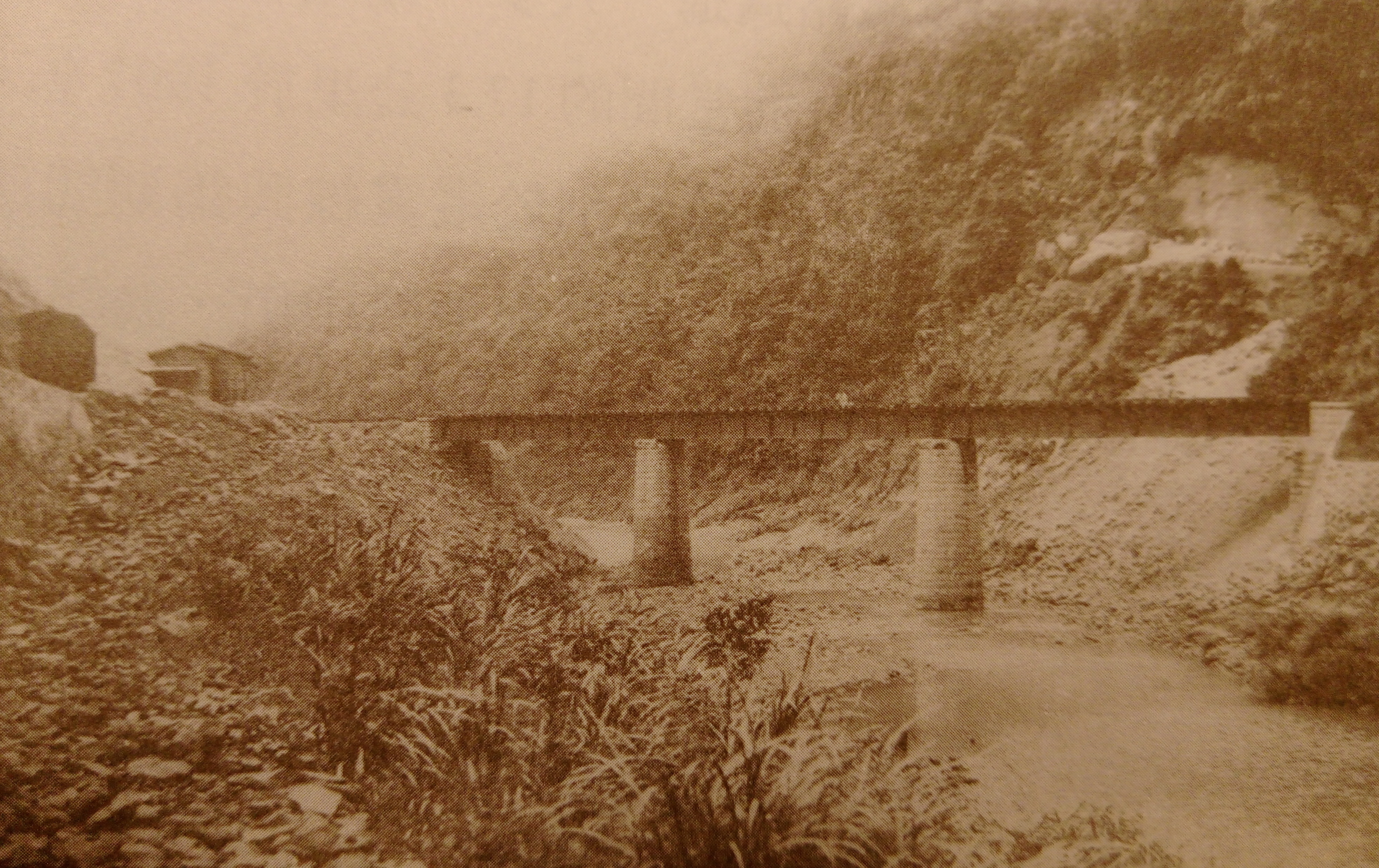
日本統治時代に三貂嶺駅（左側）と三瓜子トンネル（右側）を結んでいた初代第三基隆河橋（蔵:前畑俊穗）

#### 廃止後
宜蘭線で第二の長さだったこのトンネルは交通史、建築史、文化上の意義を備え、廃止後には鉄道ファンや旅行者、郷土史研究者が訪れるようになった、行政に対しても文化資産指定の申請がなされた。
1994年、台風5号（ティム）と台風13号（ダグ）の襲来で三瓜子トンネル北側入口の茂みが露出し本来の姿が露見した。鉄道ファンらが関心を寄せ、保存を訴えるようになった。
1998年、台北県瑞芳鎮公所は三貂嶺地区の道路計画を推進しつつもこの旧トンネル群に対しては態度を鮮明にしていなかった。中華民國鐵道文化協會は道路と旧トンネルを併存させることは、三貂嶺一帯の景勝地と結合、地元の観光利益につながると主張した。
2008年に自転車道として再生された旧草嶺トンネルが観光客を呼び寄せた影響で、台北県双渓郷牡丹村の村長も2010年に地域の観光振興策としてこのトンネルも自転車道として再生することを建議した。台北県観光旅遊局は、台鉄と協調し安全面での検証を実施し、そのレポートが完成次第再討論することを表明した。初代新北市長朱立倫も選挙戦ではトンネルの活用策について前向きだった。
2011年、郷土史家の働きかけもあり、新北市政府文化局が現地調査を実施し、文化資産登録が有望との見解が出された。
翌2012年4月、新北市政府は局処横断の会議で、閉鎖された両トンネルを修復し、猴硐と双渓間の自転車道ルートに組み込むことを検討した。9月14日、市政府文化局は審議委員を招集し、本トンネル南側入口を現地視察には区の三貂里弁公処などが出席した。市政府工務局も安全評価作業に着手している。瑞芳区側の三瓜子トンネルでは地域有志により除草され、北側入口の全貌が明らかとなった。長年郷土史にまつわるブログを運営し、瑞芳で郷土史家として活動する林文清は2012年に猴硐駅北方の旧トンネル群（zh）の文化資産登録に尽力するなど
地元の旧トンネルの保存と有効活用を訴えてきた。林は2018年統一地方選挙で瑞芳区龍鎮里の里長に当選（無党籍）後も。瑞芳駅南方に位置する旧瑞芳トンネルの手書き案内図を提供するなど、啓蒙活動を継続している。
2019年5月に新北市政府文化局は三瓜子・三貂嶺の両トンネルの文化資産（歴史建築）登録を公告。7月、市政府工務局はLIDARや三次元地中レーダー探査などで内部構造の調査を行い、安全評価報告が完成した。牡丹駅を起点に新設する休息ポイントを経て、両トンネルを通過し、三貂嶺に至る全長3.1kmの自転車道は二段階に分けて整備され、2021年末完工を予定し事業が始動した。設計は在台16年超のスペイン人が起用されている

#### 自転車道
2022年7月、正式に自転車道として開通することになった。トンネル内およびトンネル間では生態環境を維持するためアスファルト舗装はされず、鉄筋を編み込んだ桟道が多用されて、アニマルパスウェイの機能をもち、欄干やベンチとも一体化しているほか、トンネル内は野生の蝙蝠も棲息している。
地下水が三爪子トンネルを介して基隆河へ流れ込むため、北端では推進0.5メートルの人工池を増設し、トンネル外部の風景が路面で鏡面反射した撮影も可能な演出が施されている。
トンネル内の生態系を考慮して、照明が少なくなっていることなどを理由に7月からのプレ営業はネット予約制で人数も制限される。トンネル内も初期は自転車を降りて押し歩くことになり、第二次のツアーでも乗って移動は可能だが通行は片側のみで内部の対面通行ができないため、このエリアを地盤とする立法委員（国会議員）の頼品妤はそういった制約を設けることの抗議として、2日の開通式典出席を拒否した。7月3日、トンネルのプレ営業が開始された。

## 構造
内部天井部は赤レンガのアーチ式、下部の側壁部は石レンガの組積造で上り方向（八堵方）右側の側壁には一定間隔で待避所が設けられていた。両入口は石積み構造で、付近で産出された粗石が用いられた。セメントやその他の建材は北側は八堵から、南側は基隆からの海路を経て澳底から輸送された。澳底からは双渓水系を経て軽便鉄道、人力で現場まで運搬された。
旧三貂嶺トンネル南側（双渓方）入口ではギリシャ様式の妻側で、表面には幾何学模様がみられる。入口アーチ頂上部キーストーンが施されている。アーチ腹面には扁額があり、史記の「四方輻輳」と漢書の「知略輻湊」を組み合わせた『萬方輻湊』と記されている。書体は楷書体で、題字は開通当時の台湾総督だった田健治郎によるもの。字体は陰刻の篆刻だがセメントの風化ですり減っている。
僅かな明かり区間を挟む旧三貂嶺トンネル北側（三貂嶺方）および三瓜子トンネル南側には妻側や扁額がない簡素な造形となっている。
基隆河に面した三瓜子トンネル北側（瑞芳方）は三貂嶺トンネル南側と同じくギリシャ様式の装飾が施されている。アーチ腹面には草書体の扁額があり、『至誠動天地』の五文字が書かれている。字体は陰刻の篆刻で、題字は田の先代総督明石元二郎によるもの 。
北端の海抜高度は南端より高く、三貂嶺駅から進入すると前半は勾配変化のない平坦区間でトンネル後半は10パーミルの下り勾配に、南端からの明かり区間では更に16.7パーミルの下り勾配で、武丹坑（牡丹）駅につながっていた。

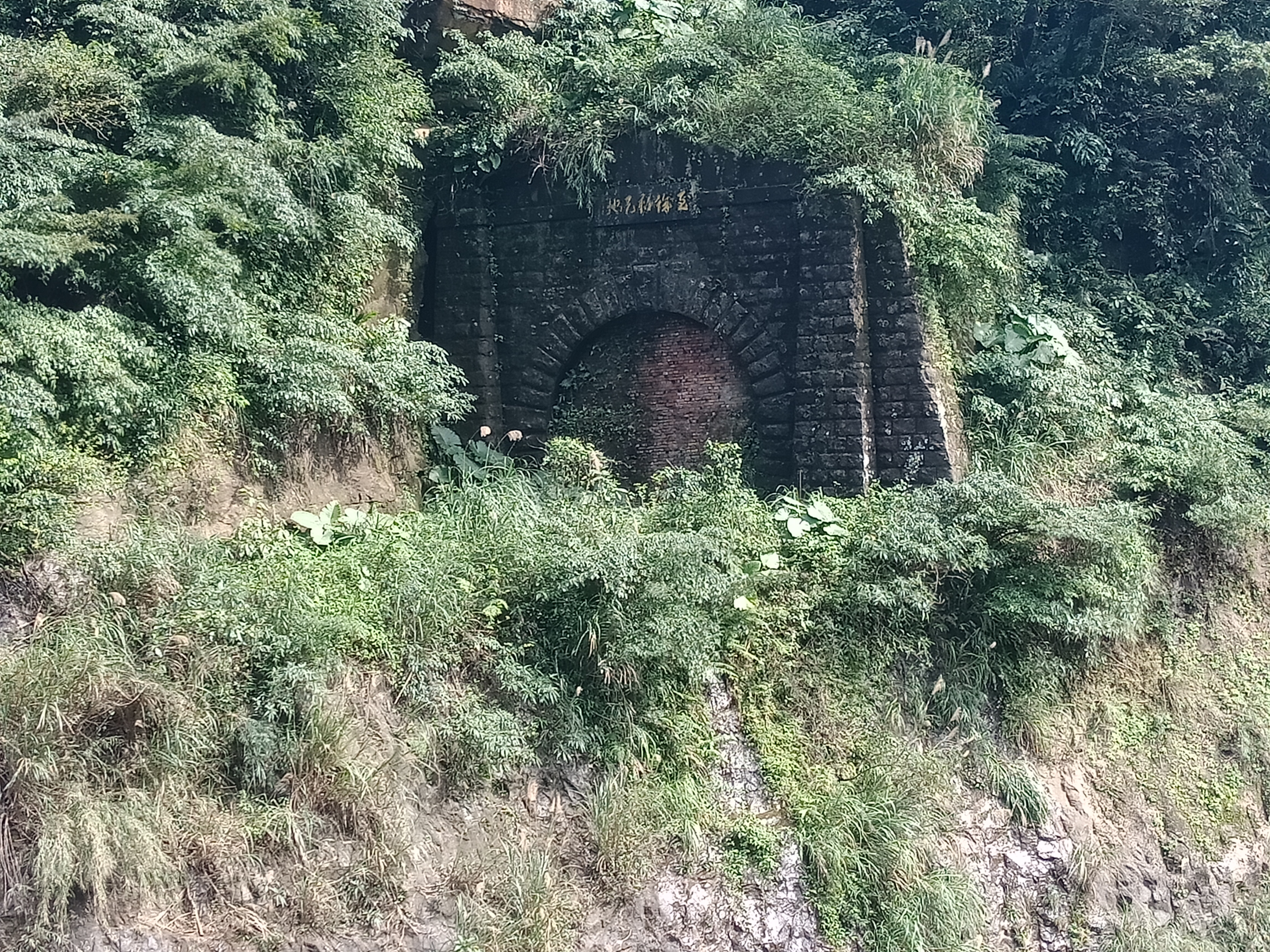
三瓜子トンネル北側に現存する「至誠動天地」の扁額

### 受賞歴
- （2019年）中華民国景観学会「台湾景観大賞」（環境計画設計類傑出奨）[62]
- （2021年）教育部体育署「最佳亮點自行車道奨」[63]